# Eleição municipal de Coronel Fabriciano em 2016
A eleição municipal de Coronel Fabriciano em 2016 foi realizada para eleger um prefeito, um vice-prefeito e 17 vereadores no município de Coronel Fabriciano, no estado brasileiro de Minas Gerais. Foram eleitos para os cargos de prefeito(a) e vice-prefeito(a), respectivamente.
Seguindo a Constituição, os candidatos são eleitos para um mandato de quatro anos a se iniciar em 1º de janeiro de 2017. A decisão para os cargos da administração municipal, segundo o Tribunal Superior Eleitoral, contou com 81 039 eleitores aptos e 16 900 abstenções, de forma que 20.85% do eleitorado não compareceu às urnas naquele turno.

## Antecedentes
Na eleição municipal de 2012, Rosângela Mendes, do PT, derrotou o candidato Celinho do Sinttrocel, do PC do B, com 52% dos votos válidos.

## Campanha
Marcos Vinícius da Silva Bizarro é médico geriatra.  Durante oito anos atendeu pelo SUS no Hospital Siderúrgica (atual Hospital Doutor José Maria Morais) e nos postos de saúde do Santa Terezinha II e Mangueiras. Suas propostas durante a campanha eleitoral para as eleições municipais de 2016 focavam principalmente na saúde pública. O candidato prometeu construir uma UPA 24h com pediatria em tempo integral. “Vamos implantar o centro de especialidades médicas e inaugurar uma maternidade para que nossas crianças voltem a nascer na cidade sem que as gestantes tenham que buscar atendimento em outros municípios, como ocorre hoje”, disse o candidato. Eleito, Marcos Vinicius afirmou que a UPA (Unidade de Pronto Atendimento) que ele prometeu construir na cidade seria mantida por meio de investimentos do governo federal, estadual e municipal, que conseguiria esse dinheiro por meio de um um "enxugamento" da máquina pública.
Em 8 de maio de 2017, o prefeito eleito chegou a ser indiciado pela Polícia Civil por suposta participação em agressão a dois jovens que panfletavam material contra sua candidatura em 24 de setembro de 2016. Os jovens e os responsáveis pela panfletagem, por sua vez, foram indiciados por difamação e injúria eleitoral.

## Resultados

### Eleição municipal de Coronel Fabriciano em 2016 para Prefeito
A eleição para prefeito contou com 4 candidatos em 2016: Rosângela Mendes do Partido dos Trabalhadores, Marcos Vinícius da Silva Bizarro do Partido da Social Democracia Brasileira, José Célio de Alvarenga do Partido Comunista do Brasil, Adir Magno de Souza do Partido Renovador Trabalhista Brasileiro que obtiveram, respectivamente, 16 864, 27 037, 12 840, 1 235 votos. O Tribunal Superior Eleitoral também contabilizou 20.85% de abstenções nesse turno.
| Candidato(a)                            | Vice                             | Coligação                                                | Votos recebidos | Percentual |
| --------------------------------------- | -------------------------------- | -------------------------------------------------------- | --------------- | ---------- |
| Marcos Vinícius da Silva Bizarro (PSDB) | José Gregório de Paiva Neto      | Muda Fabriciano                                          | 27037           | 46.63%     |
| Rosângela Mendes (PT)                   | Bruno Morais de Oliveira Torres  | Fabriciano em Boas Mãos                                  | 16864           | 29.09%     |
| José Célio de Alvarenga (PCdoB)         | Ezio Guilherme da Silva          | Unidos Por Fabri                                         | 12840           | 22.15%     |
| Adir Magno de Souza (PRTB)              | Willis Richardson Ferreira Leite | Partido Renovador Trabalhista Brasileiro (sem coligação) | 1235            | 2.13%      |

### Eleição municipal de Coronel Fabriciano em 2016 para Vereador
Na decisão para o cargo de vereador na eleição municipal de 2016, foram eleitos 17 vereadores com um total de 58 944 votos válidos. O Tribunal Superior Eleitoral contabilizou 2 273 votos em branco e 2 922 votos nulos. De um total de 81 039 eleitores aptos, 16 900 (20.85%) não compareceram às urnas.
| Nome                                   | Partido político                               | Coligação                                 | Votos recebidos | Percentual |
| -------------------------------------- | ---------------------------------------------- | ----------------------------------------- | --------------- | ---------- |
| Roberto Rodrigues                      | Movimento Democrático Brasileiro (MDB)         | Renovação e Transparência                 | 1485            | 2.52%      |
| Eneias Jose dos Reis                   | Avante (AVANTE)                                | Fé e Trabalho                             | 1215            | 2.06%      |
| Marcos da Luz Evangelista Lima Martins | Partido dos Trabalhadores (PT)                 | Partido dos Trabalhadores (sem coligação) | 1193            | 2.02%      |
| Anirton Valeriano da Silva             | Partido da Social Democracia Brasileira (PSDB) | Democracia, Trabalho e Socialismo         | 1082            | 1.84%      |
| Thiago Lucas Silva Reis                | Partido dos Trabalhadores (PT)                 | Partido dos Trabalhadores (sem coligação) | 990             | 1.68%      |
| Adriano Martins de Oliveira            | Partido Popular Socialista (PPS)               | Muda Fabri                                | 964             | 1.64%      |
| Ronilson Evelton de Souza              | Partido Socialista Brasileiro (PSB)            | Democracia, Trabalho e Socialismo         | 921             | 1.56%      |
| Sandro Luciano Torres Araujo           | Partido Popular Socialista (PPS)               | Muda Fabri                                | 915             | 1.55%      |
| Leandro Tenorio de Oliveira            | Partido Social Democrático (PSD)               | Renovação e Transparência                 | 899             | 1.53%      |
| Geraldo Cristiano Alves Valentim       | Partido Verde (PV)                             | Partido Verde (sem coligação)             | 889             | 1.51%      |
| Antonio José Francisquini              | Partido da Social Democracia Brasileira (PSDB) | Democracia, Trabalho e Socialismo         | 858             | 1.46%      |
| Edem Almeida Arruda                    | Partido dos Trabalhadores (PT)                 | Partido dos Trabalhadores (sem coligação) | 786             | 1.33%      |
| Luciano Lugao da Silva                 | Partido Republicano da Ordem Social (PROS)     | Todos por Coronel Fabricano               | 769             | 1.3%       |
| Nelio Silva Damasceno                  | Avante (AVANTE)                                | Fé e Trabalho                             | 745             | 1.26%      |
| Vanderlei Cupertino Fialho             | Partido Comunista do Brasil (PCdoB)            | Fabri Que a Gente Quer                    | 735             | 1.25%      |
| Ronilton Ferreira Alves                | Partido Comunista do Brasil (PCdoB)            | Fabri Que a Gente Quer                    | 731             | 1.24%      |
| Carmem Rodrigues de Souza Paiva        | Partido Comunista do Brasil (PCdoB)            | Fabri Que a Gente Quer                    | 626             | 1.06%      |

## Análise
Marcos Vinícius da Silva Bizarro venceu por uma margem considerável a candidata a reeleição Rosângela Mendes. A vitória do PSDBista foi comemorada por muitos eleitores e filiados por meio de uma passeata na cidade. Durante a passeata, Marcos Vinícius reiterou o que já havia dito em sua campanha: "investir menos na máquina pública e começar a investir mais na necessidade do cidadão: saúde".